# Gare du Palais
Der Gare du Palais (IATA-Bahnhofs-Code XLJ) ist der Hauptbahnhof der kanadischen Stadt Québec. Er liegt im zentralen Arrondissement La Cité-Limoilou, zwischen der Altstadt und der Mündung des Rivière Saint-Charles. Seinen Namen erhielt er aufgrund der Nähe zum früheren Palast der Intendanten von Neufrankreich.

## Geschichte
Die Stadt erhielt erst 1879 einen Anschluss an das Eisenbahnnetz und der erste Bahnhof war ein bescheidenes Gebäude aus roten Backsteinen. Der amerikanische Architekt Harry Edward Prindle erhielt von der Canadian Pacific Railway den Auftrag, einen Neubau zu errichten. Er entschied sich für den Châteauesque-Stil, eine damals beliebte Variante der Neorenaissance, die bereits zwei Jahrzehnte zuvor beim Château Frontenac zur Anwendung gelangt war. 1976 wurde der Bahnhof vorübergehend geschlossen, neun Jahre später jedoch wiedereröffnet. Seit 1992 steht er unter Denkmalschutz.

## Architektur
Das Gebäude besteht aus Granit, Kalkstein und Backsteinen, das steil aufragende Dach ist mit Kupfer verkleidet. Die Frontfassade besitzt eine 2,5 m große Bahnhofsuhr sowie eine 7,5 m hohe und 12 m breite Fensterfront mit Metallrahmen. Das Fenster ist in sieben Felder unterteilt, die mit den Wappen von sieben Persönlichkeiten der Geschichte der Provinz Québec verziert sind. Es handelt sich dabei um die Wappen von Charles de Montmagny, Alexandre de Prouville de Tracy, Louis de Buade de Frontenac, Jean Talon, Charles de la Boische, Louis-Joseph de Montcalm und James Wolfe.

## Nutzung
Bedient wird der Bahnhof von mehrmals täglich verkehrenden VIA-Rail-Corridor-Zügen über Drummondville nach Montreal Gare Centrale, sowie teilweise weiter nach Ottawa. 
An den Gare du Palais angebaut ist ein Busbahnhof für Fernlinien verschiedener Busunternehmen:
- Orléans Express (Regionen Mauricie, Bas-Saint-Laurent, Gaspésie)
- Intercar (Regionen Saguenay–Lac-Saint-Jean, Côte-Nord)
- A1 (Thetford Mines)
- La Chaudière (Region Beauce)
- La Québécoise (Sherbrooke)